# Batalla de Gesté
La batalla de Gesté va tenir lloc durant la Revolta de La Vendée el 1794.

## La batalla
L'1 de febrer de 1794, Stofflet, al capdavant de 1.000 homes, va atacar la columna de Joseph Crouzat, que venia de Saint-Philbert-en-Mauges a Gesté. Des de l'inici de la lluita, el batalló del Marne i el regiment d'infanteria de línia 74 van entrar en pànic fins i tot abans d'haver disparat un sol tret. Les tropes republicanes es van desplaçar, Crouzat es va retirar a Le Fief-Sauvin, mentre que l'ala esquerra, després d'un contraatac infructuós, va fugir en direcció a Puiset-Doré. A Montrevault, el general Cordellier, informat de l'atac, va guanyar al seu torn Gesté però va caure sobre els Vendeans emboscats a la sortida de la ciutat. Aquests últims també van ser reforçats per 800 bretons de Loroux-Bottereau que venien de Maisdon-sur-Sèvre i manats pel comte de Bruc. Tement ser envoltat, Cordellier va haver d'ordenar una retirada. La columna va retrocedir a Montrevault, però un dels batallons, comandat per l'adjudant general Flavigny, va fugir a Nantes on Jean-Baptiste Carrier es va negar a deixar-la entrar a la ciutat. Flavigny, acusat per Cordellier d'haver provocat la derrota, fou detingut i empresonat.
Us aviso que la columna esquerra del general Crouzat, sota les ordres del cap de brigada Robiquet, va ser atacada i obligada a retirar-se cap a Geste. Sembla que es va retirar a Saint-Philibert on no va conèixer el general Crouzat. Va protegir la retirada d'un comboi que el seguia, i una bona part de la seva tropa acaba de tornar a Chollet en desordre: ell mateix està ferit per una bala a l'espatlla. Va perdre tres o quatre oficials i un centenar de fusilers. Sembla que va veure el cap de Vendeà molt ben vestit amb la roba de general de brigada, i tot el seu seguici amb abrics blaus. Fareu bé d'informar d'això als vostres llocs avançats, perquè no es deixin enganyar amb aquesta disfressa.
Demà, enviaré a Saumur totes les dones, nenes, nens i ancians que s'han refugiat aquí. Només em quedo aquells que són capaços de treballar als abattis. Les subsistències són massa difícils de proporcionar.
— Informe del general Moulin, 1 de febrer a Cholet, al general Turreau.
No tinc més pressa, en arribar a Le Doré, que fer-vos un relat fidel del que ha passat avui, tant a la columna de Crouzat com a la meva.
Camins difícils i innombrables obstacles no van permetre que Crouzat arribés a Gesté abans de les vuit del matí. L'enemic, molt ben servit com a espies, s'esperava tant l'atac que ell mateix va atacar la columna dreta de Crouzat, una part de la qual encara no s'ha incorporat a la seva columna, i que presumeix que va anar a la fortalesa de Sauvin la seva única retirada.
Pel que fa a la seva columna de l'esquerra, a la qual estava adscrit, va fer l'atac, segons l'ordre, a ponent de Gesté; però havent trobat una resistència vigorosa, i després d'haver vist vacil·lar la victòria i haver lluitat durant tres o quatre hores, Crouzat va decidir fer la seva retirada al Doré on el vaig trobar. Em va comunicar que s'havia fet en molt bon ordre, tot i que molts soldats, que presumeix que s'han perdut, encara no han tornat als seus batallons.
Pel que fa a la columna que mando, tampoc ha quedat inactiva. Arribat a les Landes que toquen el bosc de Leppo, vaig posar la meva tropa en línia, per tal d'observar els moviments de l'enemic, i estar a l'abast de donar ajuda a Crouzat en cas de necessitat.
No va ser fins aproximadament una hora després de formar-me en fila i escoltar els molt continus focs de fila i escamot que s'escoltaven a la meva esquerra, que vaig decidir marxar directament sobre Gesté, per molestar l'enemic, fins i tot per portar-lo de darrere per si el perseguia Crouzat.
En conseqüència, vaig fer abandonar la meva avantguarda a les ordres de l'adjudant general Flavigny, i la vaig dirigir a Gesté, tot recomanant-li que no s'aventurassin a Gesté sense haver-ne il·luminat del tot la marxa. Les meves comandes es van complir puntualment. Flavigny, havent trobat només una feble resistència, va entrar a la ciutat amb la seva avantguarda; va perseguir i va encaminar, a la carretera de Nantes, uns dos-cents bandolers.
No tinc més pressa, en arribar a Le Doré, que fer-vos un relat fidel del que ha passat avui, tant a la columna de Crouzat com a la meva.
Camins difícils i innombrables obstacles no van permetre que Crouzat arribés a Gesté abans de les vuit del matí. L'enemic, molt ben servit com a espies, s'esperava tant l'atac que ell mateix va atacar la columna dreta de Crouzat, una part de la qual encara no s'ha incorporat a la seva columna, i que presumeix que va anar a la fortalesa de Sauvin la seva única retirada.
Pel que fa a la seva columna de l'esquerra, a la qual estava adscrit, va fer l'atac, segons l'ordre, a ponent de Gesté; però havent trobat una resistència vigorosa, i després d'haver vist vacil·lar la victòria i haver lluitat durant tres o quatre hores, Crouzat va decidir fer la seva retirada al Doré on el vaig trobar. Em va comunicar que s'havia fet en molt bon ordre, tot i que molts soldats, que presumeix que s'han perdut, encara no han tornat als seus batallons.
Pel que fa a la columna que mando, tampoc ha quedat inactiva. Arribat a les Landes que toquen el bosc de Leppo, vaig posar la meva tropa en línia, per tal d'observar els moviments de l'enemic, i estar a l'abast de donar ajuda a Crouzat en cas de necessitat.
No va ser fins aproximadament una hora després de formar-me en fila i escoltar els molt continus focs de fila i escamot que s'escoltaven a la meva esquerra, que vaig decidir marxar directament sobre Gesté, per molestar l'enemic, fins i tot per portar-lo de darrere per si el perseguia Crouzat.
En conseqüència, vaig fer abandonar la meva avantguarda a les ordres de l'adjudant general Flavigny, i la vaig dirigir a Gesté, tot recomanant-li que no s'aventurassin a Gesté sense haver-ne il·luminat del tot la marxa. Les meves comandes es van complir puntualment. Flavigny, havent trobat només una feble resistència, va entrar a la ciutat amb la seva avantguarda; va perseguir i va encaminar, a la carretera de Nantes, uns dos-cents bandolers.
(Montrevault.)
Vaig decidir enviar les meves tropes a les tres de la matinada cap a Montrevault, on vaig arribar a l'alba. Hi vaig trobar el setanta-quatre; Pel que fa al batalló del Marne, encara no sé què se n'ha fet, igual que el meu ajudant general, que té prop de mil dos-cents homes sota el seu comandament. Estic esperant el Flavigny i el meu batalló de Marne, per callar. Em vaig oblidar de dir que el carro del meu bàsquet, carregat amb els meus efectes i papers, així com la plata que s'havien dipositat amb mi, van caure en poder dels bandolers; el que em consola és que no tenen la meva correspondència que sempre em cuido d'haver portat pel meu criat.
— Informe del general Cordellier, 1 de febrer a Le Doré, al general Turreau.